# 榕樹書林
榕樹書林（ようじゅしょりん）は、沖縄県宜野湾市の郷土出版社、古書店。2024年2月29日をもって前所在地(宜野湾市宜野湾3丁目2番地2号)での営業を終了し、現所在地に移転。2024年4月1日より現所在地にて営業を再開している。

## 概要
沖縄の歴史、復刻を入れ琉球神道、沖縄学文献、空手関係を多く刊行している。島津重豪の命で編纂された『訳注 質問本草』をはじめ、大部の資料文献も出版している。
以前は、緑林堂書店という旧商号だった、榕樹社を経て現在の社名となった。
同社が出版した岡本弘道著『琉球王国海上交渉史研究』は、第38回伊波普猷賞を受賞。同じく高橋俊三著『琉球王国時代の初等教育』は、第40回伊波普猷賞を受賞した。